# Ròtova
Ròtova (valencianskt uttal: [ˈrɔtova], spanska: Rótova [ˈrotoβa]) är en ort och kommun i provinsen Valencia i den autonoma regionen Valencia i östra Spanien. Orten ligger cirka 60,5 kilometer söder om Valencia. Kommunen har 1 271 invånare (2024), på en yta av 7,65 km².